# Salavat Yulaev Ufa
Salavat Yulaev Ufa é um clube de hóquei no gelo profissional russo sediado em Ufa, Bascortostão. Eles são membros da Liga Continental de Hockey.

## História
Fundando originariamente como HC Salavat Yulaev, quando ingressaram em ligas regionais na década de 60. Salavat Yulaev, é nome do herói nacional do Bascortostão.
São membros da Liga Continental de Hockey desde a primeira temporada.